# Landet (Tåsinge)
|  | Denne artikel omhandler byen Landet på øen Tåsinge; Landet er også navnet på en by i Landet sogn på Lolland. |
Landet er en landsby på øen Tåsinge med 290 indbyggere  (2024). Landet er beliggende i Landet Sogn en kilometer vest for Lundby, fem kilometer syd for Vindeby og ni kilometer syd for Svendborg. Landsbyen tilhører Svendborg Kommune og er beliggende i Region Syddanmark.
I landsbyen finder man Landet Kirke.